# Passive Me, Aggressive You
Passive Me, Aggressive You (estilizado Passive Me • Aggressive You) é o álbum de estreia da banda de rock neozelandesa The Naked and Famous, lançado em 2010. Escrevendo para o Yahoo!, Regis Tadeu publicou uma crítica positiva para o álbum, chamando de "bastante dançante".

## Faixas
Todas as faixas escritas e compostas por Thomas Powers, Alisa Xayalith e Aaron Short. 
| Passive Me, Aggressive You |                             |         |  |
| N.º                        | Título                      | Duração |  |
| 1.                         | "All of This"               | 3:55    |  |
| 2.                         | "Punching in a Dream"       | 3:58    |  |
| 3.                         | "Frayed"                    | 3:46    |  |
| 4.                         | "The Source"                | 0:48    |  |
| 5.                         | "The Sun"                   | 3:56    |  |
| 6.                         | "Eyes"                      | 4:43    |  |
| 7.                         | "Young Blood"               | 4:06    |  |
| 8.                         | "No Way"                    | 5:29    |  |
| 9.                         | "Spank"                     | 4:10    |  |
| 10.                        | "Jilted Lovers"             | 3:15    |  |
| 11.                        | "A Wolf in Geek's Clothing" | 3:14    |  |
| 12.                        | "The Ends"                  | 1:49    |  |
| 13.                        | "Girls Like You"            | 6:04    |  |

| iTunes Store bonus track |                |         |  |
| N.º                      | Título         | Duração |  |
| 14.                      | "Machinery"    | 2:35    |  |
| Duração total:           | Duração total: | 51:50   |  |

| Physical downloadable bonus track |        |         |  |
| N.º                               | Título | Duração |  |
| 14.                               | "Wild" | 3:53    |  |

## Desempenho nas paradas
| Parada musical (2010)     | Melhor posição |
| ------------------------- | -------------- |
| Australian Albums Chart   | 25             |
| Austrian Albums Chart     | 56             |
| Dutch Albums Chart        | 77             |
| German Albums Chart       | 31             |
| Irish Albums Chart        | 38             |
| New Zealand Albums Chart  | 1              |
| Swiss Albums Chart        | 74             |
| UK Albums Chart           | 25             |
| US Billboard 200          | 91             |
| US Top Alternative Albums | 12             |
| US Rock Albums            | 20             |